# Сирченко, Сергей Анатольевич
Серге́й Анато́льевич Си́рченко (укр. Сергій Анатолійович Сірченко; 22 ноября 1975) — украинский военнослужащий, бригадный генерал, участник российско-украинской войны. Герой Украины (2023).

## Биография
С 2014 года принимал активное участие в боевых действиях на Донбассе, а после начала полномасштабного вторжения России 24 февраля 2022 года организовал эффективную оборону на своём участке, выполняя задачи в Донецкой и Запорожской областях, включая Бахмут и Угледар. Ранее служил в 128-й горно-штурмовой бригаде, командовал 57-й и 56-й мотопехотными бригадами, был первым заместителем командира 72-й механизированной бригады, а также заместителем командующего оперативного командования «Восток». С 2024 года — командир 11-го армейского корпуса и командующий ОТГ «Луганск».

## Награды
- Звание «Герой Украины» с удостоением ордена «Золотая Звезда» (5 мая 2023) — за личное мужество и героизм, проявленные в защите государственного суверенитета и территориальной целостности Украины, верность военной присяге[6].
- Орден Богдана Хмельницкого I степени (17 июня 2022) — за личное мужество и высокий профессионализм, проявленные в защите государственного суверенитета и территориальной целостности Украины, верность военной присяге[7].
- Орден Богдана Хмельницкого II степени (13 апреля 2022) — за личное мужество и высокий профессионализм, проявленные в защите государственного суверенитета и территориальной целостности Украины, верность военной присяге[8].
- Орден Богдана Хмельницкого III степени (5 декабря 2018) — за личное мужество и высокий профессионализм, проявленные в защите государственного суверенитета и территориальной целостности Украины, верность военной присяге[9].